# Odła
Odła (biał. Одла) – strumień, płynie w Polsce i na Białorusi, ma długość 18 km i jest lewym dopływem Świsłoczy dorzecza Niemna. Ma spadek około 56 metrów.
Rzeka początek swój ma w pobliżu wsi Zubrzyca Mała. Przecina granicę polsko-białoruską, uchodzi do Świsłoczy w pobliżu wsi Poczobuty (rejon brzostowicki).

## Literatura
- Блакітная кніга Беларусі. – Мн.:БелЭн, 1994.